# Maciej Freimut
Maciej Freimut (n. 24 februarie 1967, Wąbrzeźno, Voievodatul Cuiavia și Pomerania, Polonia) este un caiacist ce a reprezentat Polonia, medaliat olimpic. A participat la 3 ediții ale Jocurilor Olimpice (1988, 1992, 1996) în care a câștigat o medalie de argint.